# Mullerornis
Mullerornis es un género extinto de aves Struthioniformes de la familia Aepyornithidae, conocidos como las aves elefante que vivieron en Madagascar, que se extingieron hace aproximadamente un milenio, ya que se ha encontrado un hueso, posiblemente de un Mullerornis, fechado por radiocarbono en el 1260.

## Especies
- †Mullerornis betsilei (Milne-Edwards & Grandidier, 1894)[2]
- †Mullerornis grandis (Lambereton 1934) [cita requerida]
- †Mullerornis agilis (Milne-Edwards & Grandidier, 1894)[2]
- †Mullerornis rudis (Milne-Edwards & Grandidier, 1894)[2][3]
  - Flacourtia rudis (Andrews, 1894)